# Herrarnas tvåa utan styrman i rodd vid olympiska sommarspelen 1976
Herrarnas tvåa utan styrman i rodd vid olympiska sommarspelen 1976 avgjordes mellan den 18 och 25 juli 1976. Grenen hade totalt 30 deltagare från 15 länder.

## Medaljörer
| Gren              | Guld                                     | Silver                               | Brons                                  |
| Tvåa utan styrman | Bernd Landvoigt och Jörg Landvoigt (GDR) | Calvin Coffey och Mike Staines (USA) | Peter van Roye och Thomas Strauß (FRG) |

## Resultat

### Final
| Placering | Roddare                            | Land            | Tid     |
| --------- | ---------------------------------- | --------------- | ------- |
| 1         | Bernd Landvoigt och Jörg Landvoigt | Östtyskland     | 7:23,31 |
| 2         | Calvin Coffey och Mike Staines     | USA             | 7:26,73 |
| 3         | Peter van Roye och Thomas Strauß   | Västtyskland    | 7:30,03 |
| 4         | Zlatko Celent och Duško Mrduljaš   | Jugoslavien     | 7:34,17 |
| 5         | Valentin Stoev och Georgi Georgiev | Bulgarien       | 7:37,42 |
| 6         | Miroslav Knapek och Vojtěch Caska  | Tjeckoslovakien | 7:51,06 |